# Emanuel Viveiros
Emanuel „Manny“ Viveiros (* 8. Januar 1966 in St. Albert, Alberta) ist ein ehemaliger austro-kanadischer Eishockeyspieler und derzeitiger -trainer, der über viele Jahre als Verteidiger in Österreich gespielt hat. Nach dem Ende seiner aktiven Karriere in der Saison 2006/07 wurde er Trainer und arbeitete unter anderem für seinen Stammclub EC KAC sowie den ERC Ingolstadt. Seit August 2023 ist er als Cheftrainer der Vancouver Giants in der Western Hockey League tätig.

## Karriere
Viveiros begann seine aktive Karriere bei den St. Albert Saints und den Prince Albert Raiders in der Saison 1981/82. Bereits in der Saison 1983/84 konnte er im Grunddurchgang 109 Punkte (davon 94 Assists) in 67 Spielen für sich verbuchen. Beim NHL Entry Draft 1984 wurde er von den Edmonton Oilers ausgewählt und gelangte in der Saison 1985/86 zu ersten Einsätzen für die Minnesota North Stars in der National Hockey League. Insgesamt verbrachte er drei Saisons in der NHL, konnte sich dort aber nicht durchsetzen und spielte überwiegend für diverse Teams in der Minor League.
Nachdem er bereits in der Saison 1989/90 in der zweiten deutschen Eishockeyliga beim ESV Kaufbeuren gespielt hatte, setzte er schließlich 1991 seine Karriere in Europa fort und spielte vier Saisons lang für den österreichischen Club EC VSV. Nach einem Jahr beim EHC Lustenau wechselte er in die Deutsche Eishockey Liga zu den Schwenninger Wild Wings, ehe er nach Österreich zurückkehrte. In der Saison 2000/01 schließlich landete er bei seinem Stammclub EC KAC, dem er bis 2007 angehörte.
Viveiros etablierte sich dort als große Stütze der Verteidigung und zeichnete sich über Jahre hinweg durch überlegtes und effektives Spiel aus. Nach seiner Einbürgerung lief er im Jahr 2005 auch für das österreichische Nationalteam in der Olympiaqualifikation und der Eishockey-Weltmeisterschaft auf.
Als der EC KAC in der Spielzeit 2005/06 in sportliche Turbulenzen geriet und Trainer Mats Waltin entlassen wurde, übernahm Viveiros noch als aktiver Spieler für drei Spiele das Amt des Trainers, ehe er von Kevin Primeau abgelöst wurde, der jedoch ebenfalls nicht überzeugen konnte. Als er sich in der Saison 2006/07 am Rücken verletzte und seine aktive Karriere beenden musste, trat er Primeaus Nachfolge als Cheftrainer an und unterzeichnete einen Fünf-Jahres-Vertrag beim EC KAC. Ihm zur Seite stand bis Ende 2008/09 das KAC-Urgestein Mario Schaden als Co-Trainer und Gerald Ressmann als Jugendtrainer, der ihn auch auf der Spielerbank unterstützt (auch 2009/10).
Die erste komplett von ihm geleitete Saison 2007/08 begann noch mit Rückschlägen, jedoch gelang es ihm bis Dezember, eine schlagkräftige Mannschaft zu formen, die in der Zwischenrunde als erfolgreichstes Team agierte (jedoch mangels Bonuspunkten aus dem Grunddurchgang den zweiten Tabellenrang belegte). In den Playoffs schied der EC KAC im Viertelfinale gegen den HDD Olimpija Ljubljana aus.
Für die Saison 2008/09 verstärkte Viveiros das Team mit einigen erfahrenen Spielern aus der DEL und holte den ehemaligen KAC-Spieler Christoph Brandner zurück.
2014 wechselte Viveiros als Co-Trainer von Larry Huras nach Deutschland zum ERC Ingolstadt. Nach dem Vizemeistertitel in der Saison 2014/15 wurde er am 29. April 2015 zum Headcoach der „Panther“ befördert. Nachdem seine Mannschaft lediglich 17 Punkte aus den ersten 18 Spielen geholt und damit den letzten Tabellenplatz belegt hatte, wurde Viveiros im November 2015 entlassen.
Im Juli 2016 wurde er von den Swift Current Broncos aus der Western Hockey League (WHL) als Cheftrainer verpflichtet. Mit dem Team gewann er in der Saison 2017/18 die Playoffs um den Ed Chynoweth Cup und wurde selbst mit der Dunc McCallum Memorial Trophy als bester Trainer der Liga geehrt. Anschließend verpflichteten ihn die Edmonton Oilers aus der National Hockey League im Mai 2018 als Assistenztrainer von Todd McLellan. Dieser wurde während der Folgesaison entlassen und auch Viveiros wurde nach dem Ende der Spielzeit im Mai 2019 von seinen Pflichten enthoben. Anschließend kehrte er in die WHL und war in der Spielzeit 2019/20 als Cheftrainer der Spokane Chiefs tätig.
Im August 2020 wurde er als erster Headcoach der neu gegründeten Henderson Silver Knights aus der American Hockey League (AHL) vorgestellt, dem Farmteam der Vegas Golden Knights aus der NHL. Nach drei Jahren dort kehrte er im August 2023 in die WHL zurück, indem er als Cheftrainer bei den Vancouver Giants übernahm.

## Erfolge und Auszeichnungen
| - 1986 WHL Player of the Year (WHL East; gemeinsam mit Rob Brown) - 1987 Bill Hunter Memorial Trophy (WHL East; gemeinsam mit Glen Wesley) - 1991 Calder-Cup-Gewinn mit den Springfield Indians | - 2018 Ed-Chynoweth-Cup-Gewinn mit den Swift Current Broncos - 2018 Dunc McCallum Memorial Trophy |

### International
- 1986 Silbermedaille bei der Junioren-Weltmeisterschaft
- 2012 Aufstieg in die Top-Division bei der Weltmeisterschaft der Division IA (als Cheftrainer)

## Karrierestatistik

### International
| Vertrat Kanada bei: - Junioren-Weltmeisterschaft 1986 | Vertrat Österreich bei: - Qualifikationsturnier für die Olympischen Winterspiele 2006 - Weltmeisterschaft 2005 |

(Legende zur Spielerstatistik: Sp oder GP = absolvierte Spiele; T oder G = erzielte Tore; V oder A = erzielte Assists; Pkt oder Pts = erzielte Scorerpunkte; SM oder PIM = erhaltene Strafminuten; +/− = Plus/Minus-Bilanz; PP = erzielte Überzahltore; SH = erzielte Unterzahltore; GW = erzielte Siegtore; 1 Play-downs/Relegation; Kursiv: Statistik nicht vollständig)